# Dr. Sin
Dr. Sin est un groupe de heavy metal brésilien, originaire de São Paulo.

## Biographie
L'histoire de Dr. Sin commence avec Andria et Ivan Busic qui formeront leurs premiers groupes, Platina (1984) et Cherokee (1988), respectivement. Le groupe est formé en 1992, et signe dès sa première année de formation au label de renom Warner Music, auquel ils publient leur premier album studio, Dr. Sin, en 1993. Cette même année, le groupe participe au festival Hollywood Rock aux côtés de Nirvana et L7. Après avoir joué avec Pantera, le label Warner publie l'album Dr. Sin dans neuf pays. Une vidéo de leur single Emotional Catastrophe est tournée, et obtient le succès sur MTV. You Stole My Heart et Scream and Shout ont aussi leurs propres clips. Leur premier album est publié le 23 octobre 1993. En 1994, ils participent à plusieurs festivals comme le M2000 Summer Concerts qui passe par les villes Porto Alegre, Florianópolis et Santos, avec des groupes comme Mr. Big, Helmet et Rollins Band ; et également pour la première fois au Monsters of Rock, avec Slayer, Black Sabbath et Kiss.
Em 1995, le groupe participe à la chaine américaine MTV pour un documentaire retraçant les enregistrements de leur premier album, des clips, et concerts en Europe et au Brésil. Leur deuxième album, Brutal, est publié au Japon sous le titre Silent Scream. En 1996, le groupe joue avec Bon Jovi, Joe Satriani, Steve Vai, et AC/DC. Ils s'envolent pour les États-Unis aux studios de Michael Vescera (ex-Yngwie Malmsteen) pour enregistrer un nouvel album. Jonathan Mover (ex-batteur de Joe Satriani, Alice Cooper, Saigon Kick, Einstein) participe à la chanson Insomnia. Ils publient leur album Insinity, qui comprend la chanson phare Futebol, Mulher e Rock n’ Roll. La version japonaise de l'album comprend la chanson bonus Holy Man, une reprise de Deep Purple. Plus tard, ils jouent au festival Skol Rock avec Bruce Dickinson, Scorpions et Dio. En 1999, ils publient l'album live Live!!.
En 2005 sort l'album Listen to the Doctors, qui comprend des reprises de chansons rock, comme Calling Dr. Love de Kiss et Dr. Feelgood du groupe Mötley Crüe. En mars 2006, ils jouent avec Shaman.
En 2013, Dr Ssin entre en studio pour graver l'album Infarctus. En juillet 2013, le groupe publie l'intégralité de sa discographie sur iTunes. En septembre la même année, ils participent au Rock in Rio et en octobre au Monsters of Rock. En 2015, ils annoncent leur séparation et leur dernier concert.

## Membres

### Derniers membres
- Edu Ardanuy - guitare
- Andria Busic - chant, basse
- Ivan Busic - batterie, percussions

### Ancien membre
- Michael Vescera - chant, claviers (présent sur l'album Dr. Sin II) (2000-2001)

### Membres de session
- Marcelo Souss - claviers (1995-1998, 2002)
- Joey Gross - claviers (1997, 1998-2001, 2002)
- Rodrigo Simão - claviers (2003-2012)

## Discographie
- 1993 : Dr. Sin
- 1995 : Brutal
- 1996 : Insinity
- 1998 : Live in Brazil (EP publié au Japon)
- 1999 : Alive
- 2000 : Dr. Sin II
- 2003 : Ten Years Live
- 2005 : Listen to the Doctors (album de reprises)
- 2007 : Bravo
- 2009 : Original Sin
- 2012 : Animal
- 2015 : Intactus